# Marcus Walter Schwalbe
Markus Walter Schwalbe (ur. 17 września 1883 w Berlinie, zm. 21 września 1926 tamże) – niemiecki lekarz neurolog, który jako pierwszy opisał dystonię torsyjną.
Studiował medycynę na Uniwersytecie Fryderyka Wilhelma w Berlinie, Uniwersytecie Ludwika i Maksymiliana Monachium oraz Uniwersytecie w Strasburgu w latach 1901–1907. Odbył staż w berlińskich szpitalach Charité i Augusty Wiktorii w roku 1907 i 1908 oraz w szpitalu dziecięcym w Wiedniu w latach 1909–1911. Od 1913 do 1926 praktykował w Berlinie jako lekarz neurolog i pediatra.